# Mondragón
Mondragón (baskiska: Arrasate) är en stad och kommun i provinsen Gipuzkoa i den autonoma regionen Baskien i norra Spanien. Staden ligger cirka 50 kilometer sydväst om San Sebastián. Kommunen har 22 123 invånare (2024), på en yta av 32,98 km².
Staden är framför allt känd som platsen för grundandet av Mondragón Corporación Cooperativa (MCC), världens största arbetstagarkooperativ vars stiftelse inspirerades av den katolske prästen José María Arizmendiarrieta på 1940-talet. År 2002 bidrog MCC med 3,7 % av Baskiens totala BNP och 7,6 % av den industriella BNP. Dalgången med den övre Debafloden hade en hög sysselsättningsnivå även under 1980-talet, när resten av de baskiska industriområdena drabbades av krisen inom stålindustrin.
Spat vid Santa Águeda (nu ett psykiatriskt sjukhus) var platsen för mordet på spanska politikern Antonio Cánovas del Castillo utfört av den italienske anarkisten Michele Angiolillo 1897.
Mondragón fungerar också som bas för Universidad de Mondragón, ett privat universitet grundat 1997, som är starkt sammankopplat med MCC-företagen. På grund av denna starka länk får nästan alla nyutexaminerade sitt första jobb inom 3 månader efter avklarade studier. Universitetet är uppdelat i fakulteter för teknik, humaniora och företagsekonomi. Den tekniska fakulteten finns i Mondragón och Goierri. Den humanistiska ligger i Escoriaza, och den företagsekonomiska i Bidasoa och Onati. Det har för närvarande cirka 3 500 studenter, ett antal som växer snabbt. Nästan alla elever är från Gipuzkoa och omgivande byar, men under de senaste åren har antalet studenter från Bilbao, San Sebastián och Baskiens huvudort Vitoria-Gasteiz ökat kraftigt.